# サッサフラス
サッサフラス（学名: Sassafras albidum）は、クスノキ科サッサフラス属に分類される落葉高木の1種である。サッサフラスノキともよばれる。葉は互生、無裂または2–3裂する（図1）。雌雄異株（雄花と雌花が別の木につく）であり、花期は春、葉が展開する前に緑黄色の小さな花からなる花序がつく（図1）。果実は核果、晩夏に青黒く熟す。北米東部に分布し、先駆樹（植生遷移の初期段階に侵入する木）の性質をもつ。芳香があり、香辛料や香料、薬用にしばしば用いられる。ただし、根の精油主成分であるサフロールには肝毒性などがあり、使用禁止とされていることが多い。
オーストラリア産のアテロスペルマ科のいくつかの種も、サッサフラスとよばれることがある。以下ではサッサフラス属の1種としてのサッサフラスについて解説する。

## 特徴
落葉高木であり、高さ9–20メートル (m)、大きなものは 35 m に達する（図2a）。精油を含み、樹皮や葉には芳香がある。樹皮は灰褐色、厚く、古くなると深く裂ける（図2b）。若枝は淡緑色、緑褐色の斑紋がある。若枝や葉は、綿毛をもつものから無毛のものまで変異がある。心材は橙褐色、辺材は黄色。根は浅く広がる。
葉は互生、枝先にまとまってつき、洋紙質、卵形から楕円形、大きさは 10–16 × 5–10 センチメートル (cm)、不分裂または2–3裂（まれにそれ以上）、先端は鈍頭から鋭頭、基部はくさび形、葉脈は羽状脈であり3脈が目立つ（図1, 3a）。表面は緑色、裏面は灰白色。葉は、秋に黄色、オレンジ色、赤色に紅葉する（図3b）。葉柄は長さ約 2.5 cm、薄緑色から赤色。
樹齢10年ほどで開花し始める。花は単性で雌雄異株、自生地での花期は4–5月、葉の展開前から同時期に開花し、レモンのような芳香がある。花序は総状花序、最大で長さ 5 cm、絹毛が密生し、苞は長さ約 1 cm。花は無毛、直径 0.8 cm 程度、花被片は緑黄色、長さ3–5ミリメートル (mm)、6枚、3枚ずつ2輪につく（図4）。雄花（図4a）には雄蕊が9個、3個ずつ3輪、花糸は細い糸状、最内輪の雄しべの花糸には1対の有柄の腺体が付随している。ふつう雄花には雌蕊はないが、まれに不稔雌しべが存在する。雌花（図4b）には仮雄しべが6個、3個ずつ2輪につき、雌しべが1個、花柱は細く長さ 2–3 mm、柱頭は頭状。
果実は核果、卵形で長さ 8–13 mm、晩夏に黒青色に熟し、果柄は赤色になる（図5）。果実は種子を1個含む。染色体数は 2n = 48。

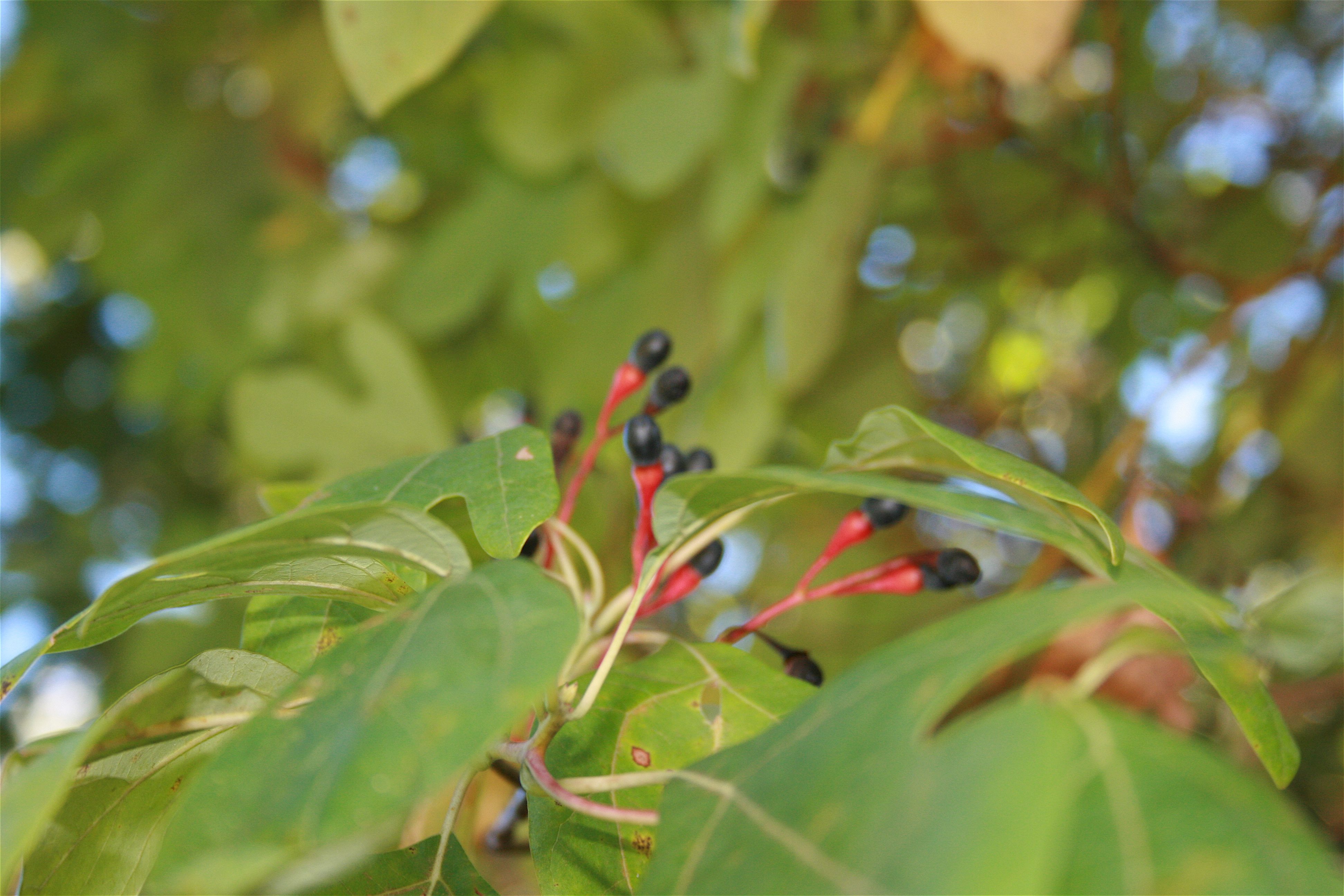
5. 果実

## 分布・生態

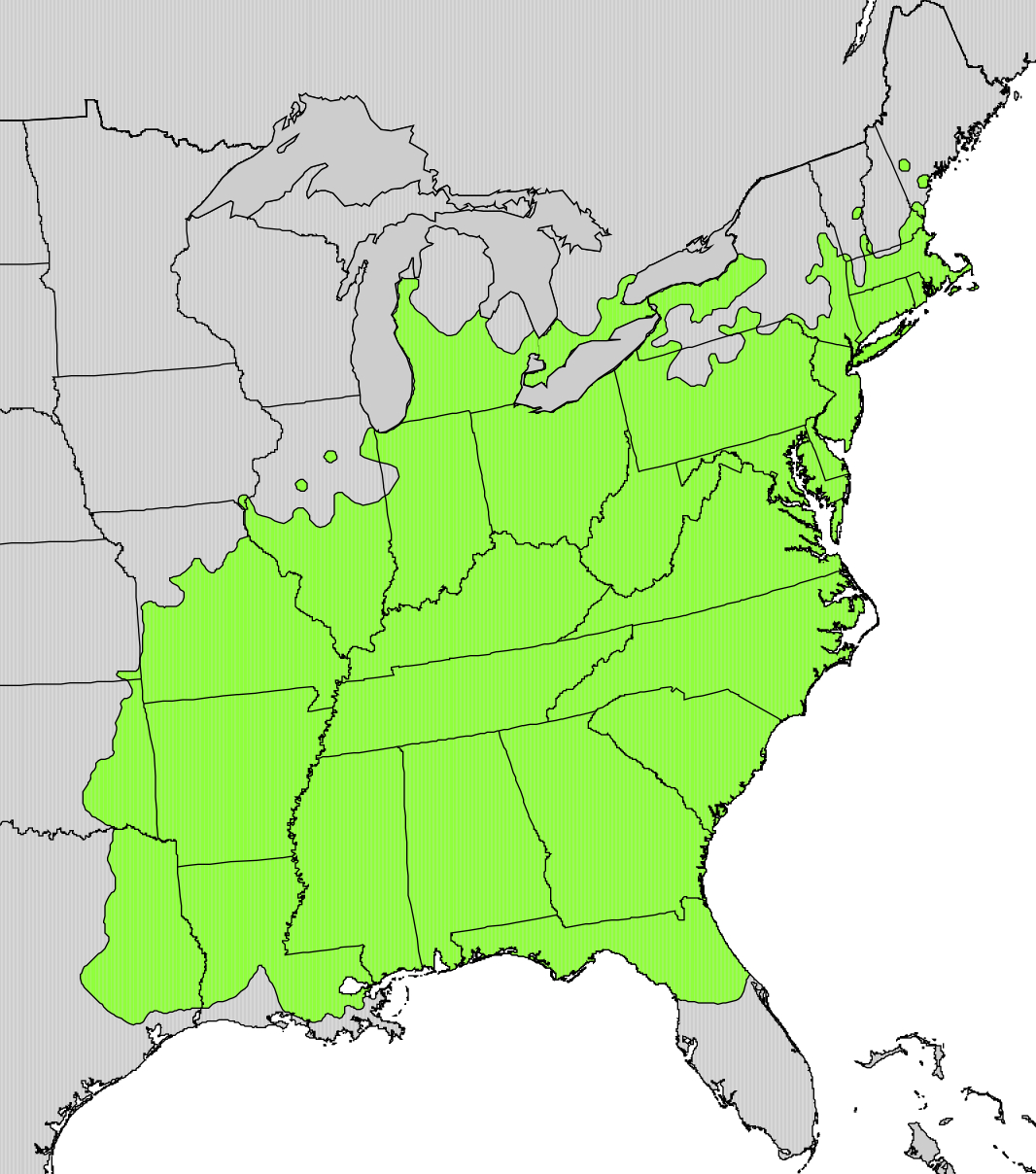
6. サッサフラスの自生域

北米東部（カナダ：オンタリオ州、米国：ミシガン州からテキサス州以東）に分布する（図6）。分布域は北側に拡大しているともされる。
落葉樹林、海岸の低木林、路傍などに生育し、放棄された農地など撹乱が大きな場所にいち早く侵入し優占する先駆樹である。耐陰性はなく、日当たりを好む。好条件では成長速度が速く、1年に 65 cm 伸びることもある。根からの萌芽（root sucker）によって、大きな株を急速に形成する。周囲の植物を阻害するアレロパシー（他感作用）を示し、2-ピネン、3-フェランドレン、オイゲノール、サフロール、シトロール、s-カンフルがアレロパシー物質であると考えられている。
ハナバチや双翅類、ときにカリバチや甲虫などさまざまな昆虫によって花粉媒介される。ふつうさまざまな鳥が、ときに小型哺乳類が果実を食べ、種子は被食散布される。水散布されることもある。種子はすぐに発芽することもあるが、大部分は冬の間休眠した後に発芽する。

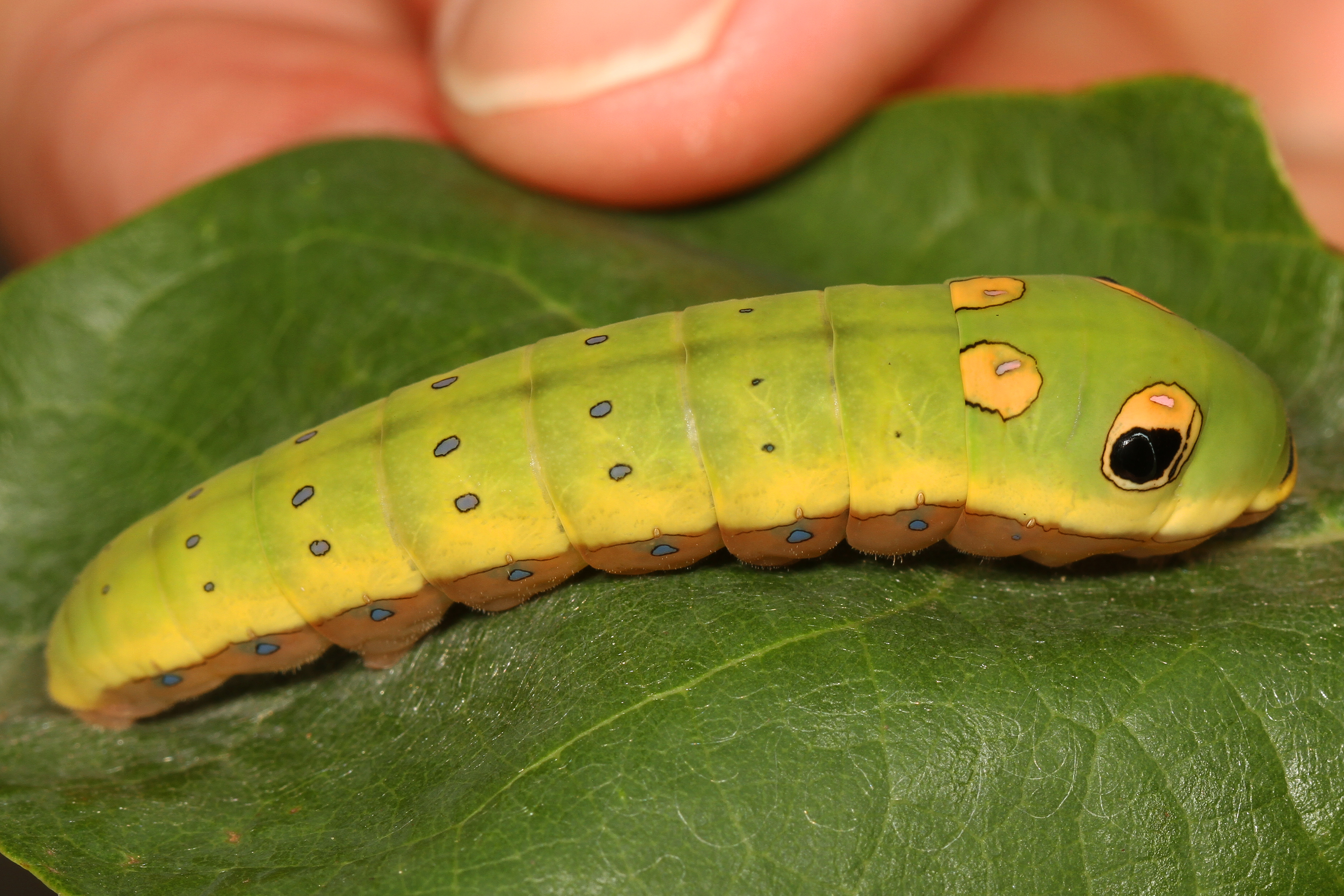
7. の幼虫

大きな害を与える寄生菌としては、Actinopelte dryina、Mycosphaerella sassafras、Nectria（子嚢菌門）が知られている。木材穿孔虫である Apteromechus ferratus（甲虫目）や葉を食べる Lymantria dispar、Epimecis hortaria（鱗翅目）が害を与えることがある。また、Papilio troilus や Papilio glaucus（アゲハチョウ科）の食樹となる（図7）。日本から北米に侵入したと考えられているマメコガネも、サッサフラスを好んで食樹とする。オジロジカ、アメリカクロクマ、ビーバー、ウサギ、リスも、サッサフラスの枝葉、果実、樹皮などを食べることがある。

## 人間との関わり
北米の先住民は、古くからサッサフラスの葉、根、髄、果実を鎮痛剤や咳止め、うがい薬、防腐剤などとして利用していた。一部では、小枝をチューイングスティックとし、歯痛の鎮痛用に利用していたこともある。サッサフラスの利用は先住民から北米入植者にも伝えられ、薬用や香料に広く利用された。サッサフラスは16世紀から18世紀にかけてヨーロッパにも輸出され、一時的には輸出量がタバコに匹敵するほどであった。

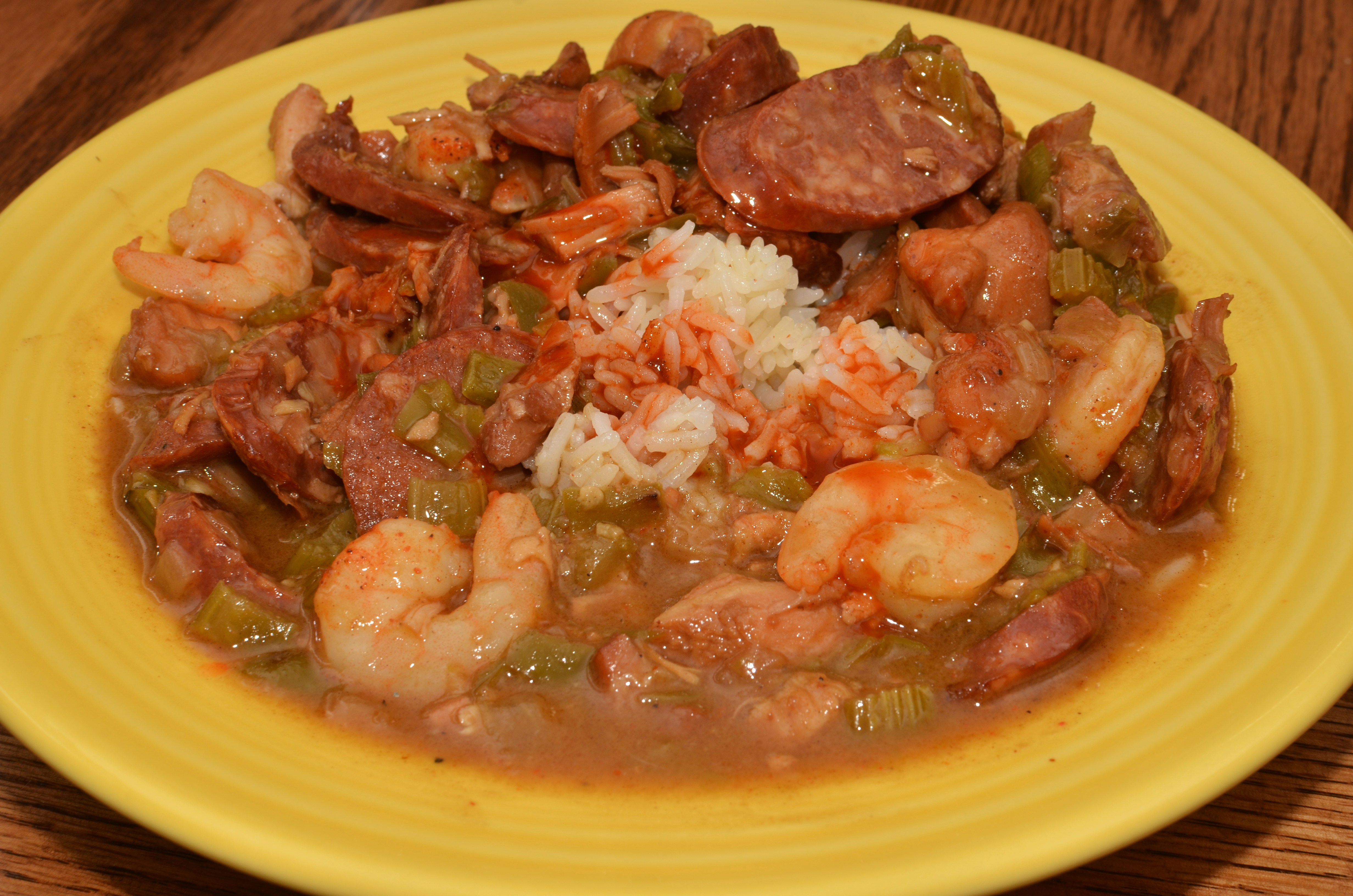
8. ガンボ

根の樹皮から抽出した精油はサッサフラス油とよばれ、しばしば香料として利用された。
かつては、根などを原料としたサッサフラス茶は北米において一般的な飲料であり、またルートビアの原料の1つでもあった。根は、歯磨き粉などにも使われていた。ケイジャン料理やクレオール料理では、サッサフラスの葉などを粉にしたもの（フィレパウダー filé powder）を、ガンボ（図8）のとろみ付けなどに用いる。
しかし、根のサッサフラス油の主成分はサフロールであり、発がん性や肝毒性、接触性皮膚炎、幻覚作用が示唆されていることから、現在では北米やヨーロッパにおいてサッサフラスの直接利用は禁止されていることが多い。そのため、サフロールを除去した精油が利用されることがある。また、葉や材にはサフロールは含まれていない。
材は柔らかく脆いため、用途は限られているが、芳香があり耐朽性・耐水性があるため、木工細工、桶、柵、舟材などに使われる。材の香りがトコジラミを寄せ付けないことから、サッサフラス材のベッドフレームには人気があった。ギタリストであるエリック・ジョンソンの愛器「ヴァージニア」はサッサフラス製であり、シグネイチャーモデルにはサッサフラス材が用いられた。また材には油分が多いため、薪としても利用される。
サッサフラスは、上記のような利用のため、栽培されることがある。また、特徴的な形の葉をもち、秋には鮮やかに紅葉することから、観賞用に植栽されることもある。日向から半日陰、湿潤で肥沃、水はけの良い酸性土壌を好む。

## 名称
サッサフラス（sassafras）の名は、北米先住民が用いていた呼称に由来するとされる。一方で、スペイン語の salsafras（石を砕く）に由来し、膀胱結石を排除する効果があると信じられていたためともされる。
学名の種小名である albidum は「白い」を意味し、葉裏が灰白色であることに由来する。
オーストラリア産のクスノキ目アテロスペルマ科の植物（Atherosperma moschatum、Doryphora sassafras など）も、サッサフラス（sassafras）とよばれることがある。

## 分類
葉や若枝の綿毛がすぐに消失するものと、長く残るものがあり、後者は変種 Sassafras albidum var. molle とされることもあるが、2025年現在では分類学的には分けられていないことが多い。